# 12 май
12 май е 132-рият ден в годината според григорианския календар (133-ти през високосна). Остават 233 дни до края на годината.

## Събития
- 254 г. – Папа Стефан I наследява папа Луций I като 23-ти папа.
- 1364 г. – В Краков, Полша, е основан най-старият полски университет – Ягелонския.
- 1551 г. – В Лима, Перу, е основан Националният университет Сан Маркос – най-старият университет в Америка.
- 1876 г. – В Тетевенския Балкан при засада е убит Георги Бенковски, един от водачите на Априлското въстание.
- 1881 г. – В Северна Африка, Тунис става френски протекторат.
- 1926 г. – Норвежецът Руал Амундсен, италианецът Умберто Нобиле и американецът Линкълн Елсуърт прекосяват Северния полюс с аероплан.
- 1937 г. – Джордж VI и Елизабет Боуз-Лайън са коронясани за крал и кралица на Обединеното кралство на Великобритания и Северна Ирландия.
- 1945 г. – Влиза в сила наредбата закон за гражданския брак.
- 1949 г. – Студената война: Съветският съюз вдига Берлинската блокада.
- 1957 г. – Българският спортен тотализатор започва своята дейност с игра на СПОРТ ТОТО 1.
- 1965 г. – Съветският космически апарат Луна 5 се разбива на Луната.
- 1968 г. – Самолет на военновъздушните сили на Съединените американски щати е свален по време на битката при Кхам Дук във Виетнам. Умират всички 189 военни и виетнамски цивилни на борда.
- 2001 г. – За първи път се излъчва шоуто „Стани богат“.
- 2008 г. – При Земетресение в Съчуан, Китай, загиват повече от 69 хил. души, други 374 хил. са ранени, а около 4,8 милиона стават бездомни.
- 2010 г. – Самолетът при полет 771 на „Африкия Еъруейс“ се разбива близо до пистата на международното летище „Триполи“, Либия, при което загиват 103 от 104-те души на борда.

## Родени
- 1496 г. – Густав I, крал на Швеция († 1560 г.)
- 1590 г. – Козимо II Медичи, велик херцог на Тоскана († 1621 г.)
- 1670 г. – Август II, крал на Полша († 1733 г.)
- 1803 г. – Юстус фон Либих, германски химик († 1873 г.)
- 1815 г. – Анастасия Димитрова, българска учителка († 1894 г.)
- 1820 г. – Флорънс Найтингейл, английска медицинска сестра († 1910 г.)
- 1828 г. – Данте Габриел Росети, английски поет, преводач и живописец († 1882 г.)
- 1830 г. – Алексей Саврасов, руски художник-пейзажист, передвижник († 1897 г.)
- 1842 г. – Жул Масне, френски композитор († 1912 г.)
- 1895 г. – Джиду Кришнамурти, индийски философ († 1986 г.)
- 1900 г. – Хелене Вайгел, германска актриса († 1971 г.)
- 1907 г. – Катрин Хепбърн, американска актриса († 2003 г.)
- 1910 г. – Джулиета Симионато, италианска оперна певица († 2010 г.)
- 1919 г. – Дейвид Маунтбатън, трети маркиз на Милфорд Хейвън († 1970 г.)
- 1921 г. – Йозеф Бойс, германски художник († 1986 г.)
- 1924 г. – Кларибел Алегрия, салвадорска писателка († 2018 г.)
- 1933 г. – Андрей Вознесенски, руски поет († 2010 г.)
- 1933 г. – Кръстьо Станишев, български поет и преводач († 2019 г.)
- 1937 г. – Джордж Карлин, американски комик и актьор († 2008 г.)
- 1937 г. – Младен Григоров, български лекар
- 1938 г. – Андрей Амалрик, съветски писател, историк и политически дисидент
- 1944 г. – Ева Демски, германска писателка
- 1946 г. – Даниел Либескинд, американски архитект
- 1950 г. – Брус Бокслайтнър, американски актьор
- 1950 г. – Гейбриъл Бърн, ирландски актьор
- 1956 г. – Радосвета Василева, българска актриса
- 1957 г. – Шериф Коневич, босненски попфолк изпълнител
- 1962 г. – Емилио Естевес, американски актьор
- 1966 г. – Бебел Жилберто, бразилска певица
- 1966 г. – Стивън Болдуин, американски актьор
- 1968 г. – Тони Хоук, американски скейтбордист
- 1969 г. – Янко Здравков, народен представител от ПП ГЕРБ в XLI народно събрание
- 1973 г. – Макензи Астин, американски актьор
- 1975 г. – Емил Чолаков, български метеоролог
- 1977 г. – Греъм Дот, шотландски играч на снукър
- 1977 г. – Ешереф Ешереф, български политик, икономист и инженер
- 1983 г. – Виржини Разано, френска тенисистка
- 1988 г. – Марсело, бразилски футболист
- 1989 г. – Джулия – българска поп фолк певица
- 1992 г. – Малкълм Дейвид Кели, американски актьор

## Починали
- 1003 г. – Силвестър II, римски папа (* ок. 946)
- 1012 г. – Сергий IV, римски папа (* неизв.)
- 1357 г. – Алфонсо IV, крал на Португалия
- 1845 г. – Аугуст Вилхелм Шлегел, германски писател (* 1767 г.)
- 1859 г. – Сергей Аксаков, руски писател и обществен деец (* 1791 г.)
- 1876 г. – Генадий Велешки, български духовник (* 1800 г.)
- 1876 г. – Георги Бенковски, български революционер (* 1843 г.)
- 1884 г. – Бедржих Сметана, чешки композитор (* 1824 г.)
- 1889 г. – Михаил Салтиков-Шчедрин, руски сатирик (* 1801 г.)
- 1894 г. – Екатерина Михайловна, Велика руска княгиня (* 1827 г.)
- 1904 г. – Вангел Георгиев, гръцки андартски капитан (* 1876 г.)
- 1905 г. – Атанас Тешовски, български революционер (* 1860 г.)
- 1927 г. – Вилхелм Томсен, датски езиковед (* 1842 г.)
- 1935 г. – Йозеф Пилсудски, полски държавник (* 1867 г.)
- 1957 г. – Ерих фон Щрохайм, австрийски режисьор и актьор (* 1885 г.)
- 1970 г. – Нели Закс, германска писателка, Нобелов лауреат (* 1891 г.)
- 1986 г. – Елизабет Бергнер, германска актриса (* 1897 г.)
- 1995 г. – Мия Мартини, италианска певица (* 1947 г.)
- 1998 г. – Херман Ленц, германски писател (* 1913 г.)
- 2001 г. – Алексей Туполев, съветски авиоконструктор (* 1925 г.)
- 2001 г. – Диди, бразилски футболист (* 1929 г.)
- 2001 г. – Пери Комо, американски певец (* 1912 г.)
- 2006 г. – Артър Порджис, американски писател (* 1915 г.)
- 2006 г. – Методий Стратиев, български духовник (* 1916 г.)
- 2007 г. – Кунка Баева, българска актриса (* 1922 г.)
- 2008 г. – Ирена Сендлерова, полска активистка от Съпротивата (* 1910 г.)
- 2020 г. – Христина Лютова, българска народна певица (* 1940 г.)

## Празници
- Световен ден на медицинските сестри (отбелязва се от 1974 г.)